# 조지 앤타일
조지 요한 칼 앤타일 (George Johann Carl Antheil, AN 7월 8일 ~ 1959년 2월 12일)은 미국의 아방가르드 작곡가, 피아니스트, 작가, 발명가로, 20세기 초반의 음악적, 산업적, 기계적 소리를 탐구한 모더니스트 음악 작품을 작곡했다. 앤타일은 1920년대 대부분을 유럽에서 보낸 후 1930년대에 미국으로 돌아왔고, 그 후 영화 음악을 작곡하다가 결국에는 텔레비전 음악을 작곡하게 되었다. 이 작업의 결과로 그의 스타일은 더욱 음조적으로 변했다. 다양한 관심사와 재능을 지닌 앤타일은 끊임없이 자신을 새롭게 창조했다. 그는 잡지 기사, 자서전, 미스터리 소설, 신문 칼럼, 음악 칼럼을 썼다.
1941년, 앤타일과 여배우 헤디 라마르는 연합군 어뢰를 위한 무선 유도 시스템을 개발했는데, 이 시스템은 펀칭 종이 테이프에 저장된 코드를 사용하여 송신기와 수신기 사이에서 주파수 호핑이라고 불리는 주파수 변화를 동기화했다. 이는 현대 통신에 널리 사용되는 확산 스펙트럼 기술 중 하나이다. 이 작업으로 인해 2014년에 그들은 미국 발명가 명예의 전당에 입성하게 되었다.
앤타일의 가장 잘 알려진 작품은 기계적 발레이다. "발레"는 원래 실험 영화 감독 페르낭 레제 등이 같은 이름의 영화를 함께 제작하도록 구상되었다.

## 참고자료
- Albright, Daniel (2004), 《Modernism and music: an anthology of sources》, University of Chicago Press, ISBN 978-0-226-01267-4
- Crunden, Robert Morse (2000), 《Body & soul: the making of American modernism》, Basic Books, ISBN 978-0-465-01484-2
- Fitch, Noel Riley (1985), 《Sylvia Beach and the Lost Generation: A History of Literary Paris in the Twenties and Thirties》, W. W. Norton & Company, ISBN 978-0-393-30231-8
- Garafola, Lynn (2005), 《Legacies of Twentieth-century Dance》, Wesleyan University Press, ISBN 978-0-8195-6674-4
- Johnson, John Andrew (2002), 〈George Antheil (1900–1959)〉,   Sitsky, Larry; Kramer, Jonathan D, 《Music of the twentieth-century avant-garde: a biocritical sourcebook》, Greenwood Publishing Group, ISBN 978-0-313-29689-5
- Oja, Carol J. (2000), 《Making Music Modern: New York in the 1920s》, Oxford University Press, ISBN 978-0-19-516257-8
- Oja, Carol (2000b). 〈George Antheil's Ballet Mécanique and Transatlantic Modernism〉.   Ludington, Townsend. 《A Modern Mosaic: Art and Modernism in the United States》. Chapel Hill: University of North Carolina Press. ISBN 0-8078-4891-3.
- Thomas, Michael Frederic; Key, Susan; Rothe, Larry (2001). 《American Mavericks》. San Francisco, California: San Francisco Symphony. ISBN 0-520-23305-0.
- Wilhelm, J. J. (2008), 《Ezra Pound in London and Paris, 1908–1925》, Penn State Press, 267–268쪽, ISBN 978-0-271-02798-2